# How to Speak Dragonese
How to Speak Dragonese (no Brasil, Como Falar Dragonês e em Portugal Como Falares Dragonês) é o terceiro livro da série Como Treinar Seu Dragão, escrita e ilustrada pela autora bestseller Cressida Cowel. Foi lançado no Reino Unido em 2005 pela Editora Hodder Children's Books e no Brasil em outubro de 2010 pela Editora Intrínseca.

## Sinopse
Soluço Spantosicus Strondus III foi o mais grandioso herói já visto em todo o território viquingue. Ele era bravo, impetuoso e muitíssimo inteligente. Mas até mesmo os grandes heróis podem ter dificuldades no começo. Principalmente se têm como companheiro um dragãozinho teimoso e mal-educado.
Nessa nova aventura da série, o dragão Banguela foi capturado, um nanodragão está prestes a virar refeição e Dragões-tubarões estão à solta. Mais uma vez, os viquingues precisam de um salvador... Soluço!

## Enredo
O terceiro livro da série começa durante uma aula de Como Abordar uma Nau Inimiga. Bocão explica aos seus alunos que eles vão praticar no alvo fácil de um barco de pesca pacífico. Bocão adverte seus alunos para não deixar a baía, ou então eles podem ter um encontro com Dragões-tubarões. Melequento e Bafoca batem seu navio no navio de Soluço e Perna-de-Peixe, o Papagaio-do-mar Esperançoso, e o navio sai do curso e eles se perdem. Perna-de-Peixe não pode ver através da névoa, e os confunde um navio romano com um barco de pesca pacífico, e os dois são atacados pelos romanos. Estando a bordo, Soluço escuta dois homens, o Cônsul Gordo e o General Magro, que discutem seu plano para roubar todos os dragões do Arquipélago viquingue. Seu plano era sequestrar os herdeiros dos Hooligans e das Ladras do Pântano, com cada pelotão sequestro disfarçado como a outra tribo, de modo que cada tribo iria acusar o outro de sequestro, e enquanto eles estavam discutindo, os romanos teriam liberdade para capturar todos os dragões das ilhas.
Para salvar Perna-de-Peixe e escapar, Soluço leva secretamente um nanodragão da bacia de nanodragões o Cônsul Gordo está comendo, e o substitui por uma Lagartixa Elétrica. O Cônsul Gordo é eletrocutado, e enquanto todos os romanos são distraídos por isso, Soluço abre as gaiolas dos dragões, causando uma confusão, e Soluço e Perna-de-Peixe fogem. O General Magro tenta agarrar o livro de Soluço "Como falar dragonês", mas acaba rasgando-o em dois e pegando só a metade. Banguela é capturado. Quando voltam ao Berk, Soluço tenta dizer a seu pai o que aconteceu, e diz-lhe para enviar um navio de guerra para salvar Banguela. Stoico não se preocupa, e está mais preocupado com o tipo de coisas que Soluço anda fazendo. Na manhã seguinte, Soluço se lembra do nanodragão ele havia resgatado. O nanodragão diz a Soluço que seu nome é Ziggerastica, o Deus Vivo. O nanodragão promete fazer um favor para Soluço, em troca do que ele fez por ele. Durante uma lição de Como Amedrontar Forasteiros, os romanos, disfarçados de Ladras do Pântano, sequestram Soluço e Perna-de-Peixe e os leva para o Forte Sinistro. Lá eles descobrem que o General Magro é na verde Alvin, o Traiçoeiro, que cortou o seu caminho para fora do estômago do Estrangulador morto, mas perdeu seu cargo de chefe dos Párias devido a seu cabelo e bigode terem caído devido aos sucos gástricos do monstro. Ele está trabalhando com os romanos e tentando aprender dragonês. Seu plano é criar um exército do dragões que pode nadar até a caverna subterrânea para obter o tesouro de Barbadura, o Terrível para ele.
Os truques de Soluço fazem os romanos mantê-los vivos até o dia que eles deveriam ser mortos por gladiadores. Até então, eles são colocados em uma cela, onde eles se encontram Camicazi, a herdeira da tribo das Ladras do Pântano. Soluço chama Ziggerastica e seu exército para formar um plano para resgatar os três e eles são levados para a arena. Soluço, Camicazi e Banguela são surpreendidos ao descobrir que não há gladiadores. Eles percebem que a arena foi cheia de água e que tem Dragões-tubarões nadando ao seu redor. Soluço põe em prática o seu plano. Soluço força Perna-de-Peixe e Camicazi a jogá-lo em um barril, porque ele tem um corte, e Dragões-tubarões são atraídos para o sangue. Quando os Dragões-tubarões destroem o barril, Soluço parece voar para fora dele, e faz com que os espectadores acreditem que ele é Thor, e ordena que os romanos os deixem sair, e para dar a seu livro de volta. Soluço, em seguida, aparece e quebra a rede de proteção com um gesto de mão, e os Dragões-tubarões atacam o público. Soluço volta pro barco onde os três estavam e revela que há exércitos de nanodragões em sua camisa, e eles estão impelindo-o para o ar. O exército de nanodragões tinha mastigado a rede de proteção e as fechaduras das gaiolas dragão toda a noite.
Soluço e seus amigos tentam escapar no barco, mas Alvin ordena que a ponte levadiça seja trazida para baixo, e o barco é destruído. Eles sobem em um balão de observação romano e fogem para encontrar os grupos de busca de ambas as tribos. Ao fugir, Soluço leva um escudo romano. Alvin os persegue, mas cai nas águas infestadas de Dragões-tubarões. Depois que o trio (quarteto, depois Banguela é resgatado) retornam e as duas tribos percebem que seus respectivos herdeiros (Soluço e Camicazi) estão de volta, param de  lutar e comemorar o retorno dos herdeiros. No entanto, diz-se no final que durante a aterrissagem do balão, um dos heróis foi picado por um nanodragão chamado de Vorpente Venenosa que Alvin tinha inserido no livro de Soluço.
Com o escudo romano, Soluço tem agora três das Coisas Perdidas do Rei, apesar de ainda não saber disso.

## Capítulos
Segue uma lista com o nome dos capítulos do livro em português do Brasil conforme a tradução da Editora Intrínseca.
| #  |  | Brasil                                                              |
| -- |  | ------------------------------------------------------------------- |
| 1  |  | A aula de Como Abordar uma Nau Inimiga                              |
| 2  |  | Dragões Tubarões                                                    |
| 3  |  | Escapando do caldeirão pra virar churrasco                          |
| 4  |  | Banguela corre ao resgate                                           |
| 5  |  | De volta a Berk                                                     |
| 6  |  | Naquela mesa noite, no sinistro Forte Romano Sinistro               |
| 7  |  | O Nanodragão                                                        |
| 8  |  | A aula de Como Amedrontar Forasteiros                               |
| 9  |  | Bem-vindos ao Forte Sinistro                                        |
| 10 |  | A identidade secreta do General Magro                               |
| 11 |  | A Herdeira das Ladras do Pântano                                    |
| 12 |  | A mestra da fuga                                                    |
| 13 |  | De volta a Berk                                                     |
| 14 |  | "Os planos de fuga de Camicazi                                      |
| 15 |  | A chegada dos Dragões-tubarões                                      |
| 16 |  | O plano astuto porém desesperado                                    |
| 17 |  | O circo no sábado, dia de Saturno                                   |
| 18 |  | O Expreso Valhala                                                   |
| 19 |  | Aaaaaargh!                                                          |
| 20 |  | Soluço, o deus                                                      |
| 21 |  | Não se pode prender uma Ladra do Pântano com uma chave e um cadeado |
| 22 |  | O retorno dos Herdeiros heróicos                                    |
| #  |  | Epílogo                                                             |